# سکه (فیلم ۱۹۸۹)
سکه (به هندی: Sikka) فیلمی محصول سال ۱۹۸۹ و به کارگردانی کوولامودی باپایا است. در این فیلم بازیگرانی همچون درمندرا، جکی شروف، موشومی چاترجی، دیمپل کاپادیا، آسرانی، قادرخان، آریونا ایرانی، پریم چوپرا ایفای نقش کرده‌اند.